# Svarttjärnen (Offerdals socken, Jämtland, 707081-138640)
Svarttjärnen är en sjö i Krokoms kommun i Jämtland och ingår i Indalsälvens huvudavrinningsområde. Sjön har en area på 0,0685 kvadratkilometer och ligger 491,6 meter över havet.

## Delavrinningsområde
Svarttjärnen ingår i det delavrinningsområde (706947-138756) som SMHI kallar för Inloppet i Yttre Oldsjön. Medelhöjden är 440 meter över havet och ytan är 12,41 kvadratkilometer. Räknas de 69 avrinningsområdena uppströms in blir den ackumulerade arean 472,07 kvadratkilometer. Långan (Storån) som avvattnar avrinningsområdet har biflödesordning 2, vilket innebär att vattnet flödar genom totalt 2 vattendrag innan det når havet efter 278 kilometer. Avrinningsområdet består mestadels av skog (75 procent) och sankmarker (14 procent). Avrinningsområdet har 0,07 kvadratkilometer vattenytor vilket ger det en sjöprocent på 0,6 procent.